# Аджемов, Константин Христофорович
Константин Христофорович Аджемов (21 марта (3 апреля по н. с.) 1911, Москва — 9 июня 1985, Москва) — советский пианист, педагог, музыковед, музыкальный критик, заслуженный деятель искусств РСФСР (1984), профессор, кандидат искусствоведения. Армянин по национальности.
В 1937 году окончил Московскую государственную консерваторию по классу К. Н. Игумнова, а в 1940 — аспирантуру при консерватории по специальности «камерный ансамбль» и «история пианизма».
С 1944 года был ассистентом кафедры органа и камерного ансамбля А. Ф. Гедике. С 1953 преподавал также в ГМПИ им. Гнесиных (класс фортепиано). В 1941—1958 годах редактор симфонических передач Всесоюзного радио. Более 25 лет вел передачи основанных им циклов «Вечера звукозаписи» (с 1955 года) и «Беседы о фортепианном исполнительстве» (с 1959 года).
Похоронен на Новодевичьем кладбище.

## Награды
- заслуженный деятель искусств РСФСР (09.01.1984)[3]
- орден «Знак Почёта» (14.10.1966)
- медаль «За оборону Москвы»
- медаль «За доблестный труд в Великой Отечественной войне 1941—1945 гг.»